# Смрт у очима
Смрт у очима, у дословном преводу Воајер, (енгл. Peeping Tom) британски је психолошки хорор филм из 1960. године, од редитеља Мајкла Пауела и сценаристе Леа Маркса, са Карлом Боемом, Мојром Ширер, Аном Меси и Максин Одли у главним улогама. Радња прати воајера који убија младе жене и снима њихово лице непосредно пре смрти.
Контроверзна тема којом се филм бави и неке узнемирујуће сцене довеле су до тога да иницијалне реакције буду веома негативне, и то толико негативне да су означиле крај Пауелове редитељске каријере. Међутим, филм је током година стекао култни статус и данас се сматра ремек-делом хорор жанра. Ово је први филм у историји који публику ставља у тачку гледишта једног убице. Ово је касније довело до процвата слешер поджанра, те се Смрт у очима сматра првим слешером у историји, с обзиром на то да је објављен 2 месеца пре Хичкоковог Психа. Такође, Хелен Стивен, лик који тумачи Ана Меси, једна је од првих финалних девојака.
Британски филмски институт (БФИ) сместио је Смрт у очима на 78. место листе најбољих британских филмова, а магазин Тајм аут га је 2017. сместио на 27. место исте листе. Мартин Скорсезе је у интервјуу из 2010. изјавио да овај филм, заједно са Осам и по Федерика Фелинија садржи све што треба рећи о доброј режији. Филм је споменут у Вес Крејвеновом Вриску 4 (2011) као „први филм који је ставио публику у убицину тачку гледишта”. Осим тога, Прошле ноћи у Сохоу (2021) редитеља Едгара Рајта, је у великој мери инспирисан овим филмом.

## Радња
Млади човек по имену Марк Луис, с поремећајем воајеризма, убија жене и снима њихово лице непосредно пред смрт како би забележио страх од смрти у њиховим очима. Он са друге стране камере ставља огледало, како би жртве гледале своју смрт, јер верује да ће на тај начин видети лице саме смрти, уколико оно постоји. Марков поремећај потиче од детињства, када га је отац, иначе чувени научник на пољу психологије, користио као заморче. Он се заљубљује у Хелен Стивенс, којој изнајмљује собу, али њена слепа мајка почиње да му открива тајне...

## Улоге
| Глумац           | Улога                   |
| ---------------- | ----------------------- |
| Карл Боем        | Марк Луис               |
| Ана Меси         | Хелен Стивенс           |
| Мојра Ширер      | Вивијан                 |
| Максин Одли      | госпођа Стивенс         |
| Бренда Брус      | Дора                    |
| Мајлс Малесон    | старији господин        |
| Езмонд Најт      | Артур Баден             |
| Мартин Милер     | др Розан                |
| Мајкл Гудлиф     | Дон Џарвис              |
| Џек Вотсон       | главни инспектор Грег   |
| Најџел Девенпорт | детектив наредник Милер |
| Ширли Ен Филд    | Дајана Ешли             |
| Памела Грин      | Мили, модел             |
| Мајкл Пауел      | А. Н. Луис              |
| Сузан Траверс    | Лорејн, модел           |
| Колумба Пауел    | млађи Марк Луис         |